# Batrachuperus pinchonii
La salamandra montañesa de China occidental (Batrachuperus pinchonii) es un anfibio urodelo que mide unos 14 cm. Su piel es de color grisácea con tonos verde oliva. Presenta motas amarillas salpicadas por el cuerpo. Tiene patas pequeñas con cuatro dedos en cada una. Es de hábitos nocturnos y vive en riachuelos fríos a grandes alturas. Se la encuentra en el este del Tíbet, en la provincia china de Sichuan.